# Charlie's Angels (banda sonora)
Charlie's Angels es la banda sonora de la película homónima de 2019. Fue lanzada a través de Republic Records el 1 de noviembre de 2019, y fue producida por Savan Kotecha, Scooter Braun, Spring Aspers, Wendy Goldstein y Dana Sano, mientras que Ariana Grande la produjo ejecutivamente junto a Kotecha y Braun. El primer sencillo, «Don't Call Me Angel», interpretado por Grande, Miley Cyrus y Lana del Rey, fue lanzado el 13 de septiembre de 2019. «How It's Done» fue lanzada como el segundo sencillo el 11 de octubre, interpretada por Kash Doll, Kim Petras, Alma y Stefflon Don, ese mismo mes, se estrenó «Pantera», interpretada por Anitta, que sirvió como tercer sencillo.
El álbum también cuenta con la participación de Normani, Nicki Minaj, Victoria Monét, Danielle Bradbery, Chaka Khan, Kiana Ledé, Allyn Ferguson, Jack Elliott, M-22 y Arlissa, al igual que un remix de la canción «Bad Girls» de Donna Summer.

## Lista de canciones
Credits adaptados de Apple Music y Spotify.

| N.º   | Título                                                                                         | Escritor(es) | Productor(es)                             | Duración |  |
| 1.    | «How It's Done» (interpretada por Kash Doll, Kim Petras, Alma y Stefflon Don)                  | Rami Yacoub, Savan Kotecha, Ilya Salmanzadeh, Ariana Grande, Alma-Sofía Miettinen, Stephanie Allen y Arkeisha Knight                    | Ilya, Kotecha y Yacoub                    | 3:02     |  |
| 2.    | «Bad to You» (interpretada por Grande, Normani y Nicki Minaj)                                  | Grande, Max Martin, Danny Schofield, Kotecha, Brandon «Bizzy» Hollemon, Salmanzadeh y Onika Maraj                                       | Martin, Schofield e Ilya                  |          |  |
| 3.    | «Don't Call Me Angel (Charlie's Angels)» (interpretada por Grande, Miley Cyrus y Lana Del Rey) | Grande, Cyrus, Del Rey, Martin, Kotecha, Salmanzadeh y Miettinen                                                                        | Martin e Ilya                             | 3:10     |  |
| 4.    | «Eyes Off You» (interpretada por M-22, Arlissa y Kiana Ledé)                                   | Matthew Humphrey, Frank Buelles, Adrien Nookadu, Andre Nookadu y Arlissa Ruppert                                                        | M-22                                      |          |  |
| 5.    | «Bad Girls» (Gigamesh remix) (interpretada por Donna Summer)                                   | Summer, Peter Edward Hokenson, Joe «Bean» Esposito y Bruce Charles Sudano                                                               | Gigamesh, Giorgio Moroder y Pete Bellotte |          |  |
| 6.    | «Nobody» (interpretada por Grande y Chaka Khan)                                                | Grande, Martin, Kotecha y Salmanzadeh                                                                                                   | Ilya y Martin                             |          |  |
| 7.    | «Pantera» (interpretada por Anitta)                                                            | Elof Loelv, Andrés Torres, Mauricio Rengifo, Pablo Christian Fuentes, Alyssa Lourdiz Cantu, Larissa de Macedo Machado y Umberto Tavares | Loelv, Torres y Rengifo                   | 2:04     |  |
| 8.    | «How I Look on You» (interpretada por Grande)                                                  | Grande, Martin, Salmanzadeh y Kotecha                                                                                                   | Ilya y Martin                             |          |  |
| 9.    | «Blackout» (interpretada por Danielle Bradbery)                                                | Jonathan Perkins y Nikki Williams | Perkins                                   |          |  |
| 10.   | «Got Her Own» (interpretada por Grande y Victoria Monét)                                       | Grande, Monét, Tommy Brown, Travis Sayles, Taylor Monét Parks y Steven Franks                                                           | Brown, Mr. Franks y Sayles                |          |  |
| 11.   | «Charlie's Angels Theme» (Black Caviar remix) (interpretada por Jack Elliott y Allyn Ferguson) | Elliott y Ferguson | Elliott y Ferguson                        |          |  |
| 44:37 |                                                                                                | |                                           |          |  |

## Posicionamiento en listas
| Lista (2019)                        | Mejor posición |
| ----------------------------------- | -------------- |
| Australia (ARIA)                    | 58             |
| Bélgica (Ultratop flamenca)         | 113            |
| Canadá (Billboard Canadian Albums)  | 31             |
| Estados Unidos (Billboard 200)      | 38             |
| Estados Unidos (Soundtrack Albums)  | 2              |
| Estonia (Eesti Tipp-40)             | 6              |
| Finlandia (Suomen Virallinen Lista) | 18             |
| Italia (FIMI Compilaton Albums)     | 3              |
| Letonia (LaIPA)                     | 10             |
| Lituania (AGATA)                    | 8              |
| Noruega (VG-lista)                  | 14             |
| Países Bajos (Album Top 100)        | 56             |
| Reino Unido (OCC Soundtrack Albums) | 10             |